# Provinz Arequipa
Die Provinz Arequipa ist eine von acht Provinzen der Region Arequipa im Süden von Peru. Die Provinz hat eine Fläche von 9689,06 km². Beim Zensus 2017 lebten 1.080.635 Menschen in der Provinz. Im Jahr 1993 lag die Einwohnerzahl bei 676.790, im Jahr 2007 bei 864.250. Die Provinzverwaltung befindet sich in der Großstadt Arequipa.

## Geographische Lage
Die Provinz Arequipa liegt etwa 760 km südsüdöstlich der Landeshauptstadt Lima. Sie erstreckt sich im Südwesten über die Küstenwüste Perus sowie im Nordosten über einen Abschnitt der peruanischen Westkordillere, die dort mehrere Vulkane wie den Misti und den Chachani aufweist. Das Gebiet ist sehr niederschlagsarm. Der Río Quilca durchquert die Provinz in überwiegend südwestlicher Richtung.
Die Provinz Arequipa grenzt im Südwesten an die Provinz Camaná, im Norden an die Provinz Caylloma, im Osten an Region Moquegua sowie im Süden an die Provinz Islay.

## Verwaltungsgliederung
Die Provinz Arequipa gliedert sich in 29 Distrikte (Distritos). Der Distrikt Arequipa ist Sitz der Provinzverwaltung.
| Distrikt                      | Verwaltungssitz                    |
| ----------------------------- | ---------------------------------- |
| Alto Selva Alegre             | Selva Alegre                       |
| Arequipa                      | Arequipa                           |
| Cayma                         | Cayma                              |
| Cerro Colorado                | La Libertad                        |
| Characato                     | Characato                          |
| Chiguata                      | Chiguata                           |
| Jacobo Hunter                 | Jacobo Hunter                      |
| José Luis Bustamante y Rivero | Ciudad Satélite                    |
| La Joya                       | La Joya                            |
| Mariano Melgar                | Mariano Melgar                     |
| Miraflores                    | Miraflores                         |
| Mollebaya                     | Mollebaya                          |
| Paucarpata                    | Paucarpata                         |
| Pocsi                         | Pocsi                              |
| Polobaya                      | Polobaya Grande                    |
| Quequeña                      | Quequeña                           |
| Sabandía                      | Sabandía                           |
| Sachaca                       | Sachaca                            |
| San Juan de Siguas            | Tambillo                           |
| San Juan de Tarucani          | Tarucani                           |
| Santa Isabel de Siguas        | Sóndor                             |
| Santa Rita de Siguas          | Santa Rita de Siguas               |
| Socabaya                      | San Fernando del Valle de Socabaya |
| Tiabaya                       | Tiabaya                            |
| Uchumayo                      | Uchumayo                           |
| Vítor                         | Vítor                              |
| Yanahuara                     | Yanahuara                          |
| Yarabamba                     | Yarabamba                          |
| Yura                          | Ciudad de Dios                     |